# Hylophylax
A Hylophylax a madarak osztályának verébalakúak (Passeriformes) rendjébe és a hangyászmadárfélék (Thamnophilidae) családjába tartozó nem.

## Rendszerezésük
A nemet Robert Ridgway amerikai ornitológus írta le 1909-ben, az alábbi 3 faj tartozik ide:
- pettyes fürjhangyászmadár (Hylophylax naevioides)
- Hylophylax naevius
- Hylophylax punctulatus

## Előfordulásuk
Közép-Amerika és Dél-Amerika területén honosak. Természetes élőhelyeik a szubtrópusi és trópusi síkvidéki esőerdők és mocsári erdők. Állandó nem vonuló fajok.

## Megjelenésük
Testhosszuk 10,5–11,5 centiméter közötti.

## Életmódjuk
Főleg rovarokkal táplálkoznak, de más ízeltlábúakat is fogyasztanak.